# Podkraj (gmina Hrastnik)
Podkraj – wieś w Słowenii, w gminie Hrastnik. W 2018 roku liczyła 369 mieszkańców.